# بحر سردينيا
بحر سردينيا (بالإيطالي Mar di Sardegna، وبالأنجليزي Sea of Sardinia) وهو مسطح مائي من مياه البحر المتوسط بين الأرخبيل الأسباني لجزر البليار وجزيرة سردينيا الإيطالية. أعمق نقطة تقريبا 3,000 م، نحو 150 كم شمال غرب جزيرة منورقة.